# Lidong, Yunan
Lidong är en köping i sydöstra Kina. Den ligger i Yunan härad i staden Yunfu i provinsen Guangdong, omkring 170 kilometer väster om provinshuvudstaden Guangzhou. Antalet invånare är 12 079. Befolkningen består av 5 922 kvinnor och 6 157 män. Barn under 15 år utgör 23,0 %, vuxna 15-64 år 61 %, och äldre över 65 år 15,0 %.